# Чархана (Габалинский район)
Чархана (азерб. Çarxana) — село в Габалинском районе Азербайджана.

## География
Село расположено юго-западнее районного центра Габалы. Ближайшие населённые пункты — на западе село Шафили, на востоке — село Гаджаллы.

## Этимология
Название села означает — «четыре дома» и происходит от слова «чахархана».

## Население

### XIX век
Согласно описанию Шекинской провинции 1819 г., в составе Шекинского магала упоминается «татарская» (азербайджанская) деревня Чархана.
По данным Кавказского календаря на 1856 год, большинство жителей села Черхана Куткашинского магала — азербайджанцы (согласно источнику «татары»), религиозный состав — мусульмане-сунниты, язык жителей — «татарский» (азербайджанский).
По материалам посемейных списков на 1886 год, в Чархана имелось 37 домов и 169 жителей и все «татары»-сунниты (азербайджанцы-сунниты), являвшиеся крестьянами на казённой земле.

### XX век
По сведениям полиции за 1908 год село Чархана Гаджалинского сельского общества указывается с преобладающим населенем азербайджанцами («татары» в источнике), обозначенными по религии как «магометане».
Согласно Кавказскому календарю на 1910 г., население села к 1908 г. составляло 197 человек, в основном армян, а к 1914 году — 204 человека, преимущественно азербайджанцев («татар»)..
Согласно результатам Азербайджанской сельскохозяйственной переписи 1921 года, селение Чархана Гаджалинского сельского общества Арешского уезда Азербайджанской ССР населяли 187 человек (41 хозяйство), преобладающая национальность — тюрки-азербайджанцы.
По материалам издания «Административное деление АССР», подготовленного в 1933 году Управлением народно-хозяйственного учёта АССР (АзНХУ), по состоянию на 1 января 1933 года Чархана входило в Гаджаллынский сельсовет Куткашенского района Азербайджанской ССР. В селе насчитывалось 209 жителей (40 хозяйств), 106 мужчин и 103 женщины. Весь сельсовет, состоял из сёл (Беюк-Эмили, Гаджаллы, Мамайлы, Овджуллу, Шамлы, Шафили). Национальный состав — 83, 8 % тюрки (азербайджанцы).

## Экономика и инфраструктура
Жители заняты выращиванием пшеницы,животноводством и частью виноградарством и выращиванием фруктов. Имеется средняя школа.

### Известные уроженцы
В Чархане родился Гара Ахмедов — профессор, доктор исторических наук. Исследователь Орен-Кала.